# Правова система Фінляндії
Правова система Фінляндії — це система правових явищ, що функціонує в межах суспільства Фінляндської Республіки.

## Становлення правової системи Фінляндії
Фінляндія входить до так званої північної правової сім'ї. Розвиток фінського права зумовлений тісним зв'язком з його історією. З XII ст. Фінляндія перебувала у складі Королівства Швеція, тобто, відповідно, діяло шведське законодавство та деякі фінські звичаї. Ключове значення в історії Фінляндії займає Звід законів Шведської держави 1734 р. Він складався з 9 розділів та регулював велику кількість галузь. В загальному плані цей звід підсумовував всі діючі на той момент закони та звичаї. Він є діючим й дотеперішнього часу, але з суттєвими змінами та доповненнями. Також галузі права доповнювалися окремими нормативно-правовими актами.
Після приєднання до Російської імперії залишали діяти шведські закони. Був період 1863—1890 рр., коли активну законодавчу діяльність проводив Сейм. В цей період був прийнятий КК та багато інших нормативно-правових актів. Потім російська влада обмежила автономію Фінляндії, і добитися знову якоїсь законодавчої влади Фінляндія домоглася після революції 1905 р.
Після поразки робітничої революції та проголошення буржуазної Фінляндії було проведено декілька реформ, але вони не призвели до кодифікації фінського права. Важливу роль відіграє Конституційний закон 1919 р., який діє й зараз. Парламент має право видавати закони, Президент спільно з Державною радою — декрети. В свою чергу Державна рада та міністри в межах своєї компетенції має право видавати підзаконні нормативно-правові акти — розпорядження. Всі нормативно-правові акти повинні бути опубліковані на фінській та шведській мовах.
Велика увага приділяється й судовим прецедентам, це зумовлено відсутністю кодифікації законодавства. Вони не є обов'язковими до виконання, але на практиці мають досить велику силу.
Фінляндія, сумісно з іншими скандинавськими країнами веде політику зближення законодавства цих країн. Вона приєдналася до них у 1919 р., та розробляє разом з іншими скандинавськими країнами проєкти законів. Однак фінська практика приймає не всі проєкти, видані цим об'єднанням, наприклад, закон купівлі-продажу.
11 червня 1999 р. був прийнятий Основний закон Фінляндії — Конституція, якої до цього не існувало. 4 органічних закони складали основу правової системи до входження Конституції в силу 1 березня 2000 р.: «Форма правління Фінляндії» 1919 р., «Акт про Едускунту» 1928 р., «Акт про право парламенту контролювати законність діяльності Державної ради та Канцлера юстиції» 1922 р., «Акт про державний суд» 1922 р.

## Галузі права

### Цивільне та суміжні з ним галузі права
Цивільне та суміжні з ним галузі права: Діюча редакція Закону 1734 р. та окремі нормативно правові акти слугують основним джерелом для окремих галузей права. Наприклад в цивільному та торговельному праві основні правила заключення та визнання угод недійсними викладені у Законі про договори 1929 р. Окремі договори регулюються відповідними нормативно-правовими актами, але основні (наприклад купівлі-продажу), визначаються все ще нормами Закону 1734 р.
Один з розділів Закону 1734 р. регулює загальними нормами питання зобов'язального права. Окрім цього нормативно-правового акту зобов'язальне право також регулюється й окремими законами, наприклад: Закон про займи 1947 р., Про гроші 1967 р., Про спричинення збитку 1974 р. та інші.
Сімейне право не стало виключенням, і також не було кодифіковано. Його регулюють окремі нормативно-правові акти, наприклад: Закон про шлюб 1929 р. (з доповненнями 1948 р.), Закон про батьківство 1975 р., Про усиновлення 1979 р., Про забезпечення утримування дитини 1975 та 1977 р., Закон про опіку та піклування 1987 р. Усі норми сімейного права відповідають сучасним демократичним традиціям, і загалом, збігаються з типовим європейським сімейним правом.
Закон про колективні договори 1946 р., Про договори трудового найму 1970 р. та інші регулюють умови праці та заробітну платню. Соціальні виплати, пенсії, допомога інвалідам тощо, регулюються нормативно-правовими актами, які були видані в період з 1960—1980 рр. Тобто у Фінляндії діє розгалужена система соціального забезпечення.
Законодавство, яке регулює захист оточуючого середовища також не кодифіковано, а уявляє собою комплекс законів. Серед багатьох, виділяють: Закон про воду 1961 р., Про ліси 1967 р., Про охорону тварин 1971 р. та багато інших. Фінський уряд приділяє велику увагу цьому питанню.

### Кримінальне право та процес
Кримінальне право до 1779 р. було дуже жорстким, що виявлялося в призначенні смертної кари за 68 видів злочинів. Але, під впливом реформаторів, як і в Швеції, смертна кара була замінена позбавленням волі.
У період володарювання на території Російської імперії вводився в дію відповідний Кримінальний кодекс у 1889 р. Але це супроводжувалось перешкодами у вигляді перекладу, і в дію цей кодекс вступив лише 1894 р. Цей Кодекс відрізнявся простотою викладення і був прикладом класичної школи кримінального права. Був великий перелік покарань, які обиралися на розсуд судді. Смертна кара застосовувалася лише в часи війни та під час революції, за загальнокримінальні справи останній час вона застосовувалася 1826 р., а остаточно відмінена у 1972 р. Особлива частина КК починається злочинами проти релігії.
КК доповнювався та змінювався. У 1974 р. буда замінені каторжні роботи позбавленням волі. Штрафи застосовуються «денні ставки», які враховують заробіток правопорушника. В 1950—1975 р. застосовувалася кастрація за статеві злочини.
Окрім КК в Фінляндії кримінальне законодавство регулюють й окремі закони, серед яких: Закон про небезпечних рецидивістів 1932 р., Закон про неповнолітніх правопорушників 1940 р., Про алкоголь 1968 р., Про наркотики 1972 р.
Фінський закон про виконання покарань був прийнятий 1889 р. Він доповнював КК, та обмежував застосування обмеження волі. Він діє й дотепер.
На теперішній час йде підготовка до реформування системи кримінального законодавства.
Процес регулюється все тим же Законом 1734 р. хоча з суттєвими змінами та доповненнями. Також цю сферу регулює Закон про Верховний та Закон про Верховний адміністративний суди 1918 р. Також діє Конституційний закон 1919 р. Не є виключенням й правила, які видаються Верховним судом.

## Судова система та органи контролю Фінляндії
Очолює систему судової системи Фінляндії заснований у 1918 р. Верховний суд, у складі з 21 судді та президента цього суду. Колегії з 5-ти суддів розглядають скарги на рішення апеляційних судів по кримінальним та цивільним справам. Також можуть скликатися пленарні засідання, на яких розглядаються найбільш важливі питання. Оскаржити судове рішення у Верховному суді допускається лише тоді, коли мала місце бути серйозна суддівська помилка, або, з дозволу колегії з 3-х суддів Верховного суду тільки тоді, коли цього потребує єдність судової практики. До повноважень Верховного суду належить також видавати заключення по законопроєктам.
Як остання інстанція, в більшості випадків виступають Апеляційні суди. Їх всього 6 по всій країні, які розташовані в великих містах. Найстаріший суд був заснований 1623 р. в м. Турку. Суд складається з постійних та тимчасових членів суду та його президента. Головною його функцією є розгляд скарг по цивільним та кримінальним рішенням нижчих судів. Зазвичай, розгляд ведеться колегією з 3 суддів, але за вказівкою президента найбільш важливі справи розглядаються на пленарних засіданнях. Справи про державну зраду або ж про злочини вищих державних посадовців розглядаються як перша інстанція. Всі справи розглядаються в писемному порядку, без присутності представників сторін, підсудних або ж самих сторін шляхом аналізу представлених документів, та подальшим інформуванням останнім рішення суду. Винятки становлять справи, які розглядаються як перша інстанція.
Найнижчу ланку судової системи становлять окружні та міські суди. До їх компетенції входить розгляд справ як першої інстанції по більшості кримінальних спав, а також по всім цивільним справам. Окружні суди функціонують в сільській місцевості а також у містах, чий статус було визнано пізніше 1959 р, таких судів близько 100. Міських судів у Фінляндії 10 і вони функціонують у «старих» містах. До функцій цих судів також входить встановлення опіки, реєструвати нерухомість та встановлювати інші угоди. До складу окружного суду входить 1 суддя-професіонал та 5-7 асесорів (суддів-непрофесіоналів). Якщо думки всіх асесорів збігаються, то виноситься вердикт згідно з їх рішенням, але коли хоча б один асесор не згоден з колегами, то вагомішим є рішення судді-професіонала. До складу міських судів входить 3 судді-професіонала, з головуючим суддею. Усі справи розглядаються в колегії з 3-х суддів, навіть коли в суді суддів більше.
За виключенням морських та деяких інших цивільних справ, не проводиться попередній розгляд цивільних справ, не проводиться письмовий обмін між сторонами тощо. Також особливістю є те, що існує заборона оскарження по малозначущим справам.
Також в Фінляндській Республіці діють й спеціальні суди. Спори, які виникають з невиконанням колективних договорів розглядаються Судом по трудовим справам у складі 3 суддів-професіоналів та по 3 представника від сторін. Якщо спір виникає між окремими робітниками та роботодавцями, то це компетенція міських та окружних судів. Рішення цього суду не підлягає оскарженню. Спори про видачу дозволу на використання водних шляхів а також деякі цивільні та кримінальні справи належать до компетенції 3-х Судів по морським справам. Вони складаються з Голови суду та 2-х інженерів водного транспорту. На відміну від попереднього, рішення цього суду може бути оскаржено у Апеляційному суді з водних справ, а потім — у деяких випадках у Верховний адміністративний суд, але в більшості випадків до Верховного суду. Існують й багато інших спеціалізованих судів, серед яких: 4 суди по земельним спорам; призначений захищати права споживачів та розглядати справи порушення правил торгівлі Суд по маркетингу; призначений розглядати скарги про розмір пенсій Суд по страхуванню, рішення якого не оскаржуються та багато інших. Якщо виникає спір з торгового питання, то можлива процедура звернення в Гельсінкі до арбітражної комісії Центральної торгової комісії для примусового арбітражного розслідування.
Також функціонує розгалужена система адміністративної юстиції, яка очолюється Адміністративним судом. Він складається з президента суду та 21-го судді. До компетенції цього суду входить розгляд скарг на рішення нижчих адміністративних судів (судів губерній), на рішення Державної ради, розпорядження міністерств та інших державних органів. Справи розглядаються колегією з 5 суддів. Може збиратися пленарне засідання суду. Нижчі суди, суди губерній (їх 12), розглядають справи в колегії з 3 суддів. Більшість справ, які розглядаються даними судами належить до сфери оподаткування. Особливістю Фінляндії є те, що жоден суд не може розглядати конституційність актів, які приймаються парламентом.
Розгляд обвинувачення членів Державної ради, канцлера юстиції, юридичного уповноваженого Едускунти, членів Верховного суду, Верховного адміністративного суду яке пов'язано з порушенням принципу законності, яке мало місце бути при виконанні професійного обов'язку розглядає Державний суд, який наділений Конституцією особливими повноваженнями. Цей суд складається з 5 членів, які обираються Едускунтою строком на 4 роки, 3 старіших за посадою президента надвірних судів, президент Верховного суду та очолюється він президентом Верховного суду.
Стежить за виконанням закону владою (до якої входить і Президент, Державна рада та міністри також), в деяких випадках виконує кримінальне переслідування та виступає юридичним радником для уряду та Президента Канцлер юстиції. Призначається Президентом на довічний термін.
Президентів Верховного та Верховного адміністративного судів призначаються Президентом. Інші судді не є виключенням, однак вони призначаються за рекомендацією президентів відповідного суду. Верховний суд також призначає суддів до міських та окружних судів, асесори — муніципальною радою строком на 4 роки. Судді до судів губерній призначаються Президентом або ж Державною радою. Посада судді є довічною, однак у 70-річному віці вони повинні вийти на пенсію. Або ж суддя може бути зміщений зі своєї посади за судовим вироком.
Злочини розслідуються поліцією. Кримінальне переслідування в першій інстанції виконується міським прокурором, в сільській місцевості ці функції покладені на начальника окружної поліції або ж на його заступника. В апеляційних судах ці функції виконує прокурор при відповідному суді, також можуть бути призначені державні представники. Суд, поліція та прокурори можуть припинити справу якщо злочинець згоден сплатити штраф при незначній справі, також вони мають й інші широкі повноваження. Нагляд за всіма органами обвинувачення здійснює Канцлер юстиції.
Прокуратура Фінляндії до 1997 р. належала до виконавчої влади, коли всі прокурори належали до Міністерства юстиції. Згодом вона відійшла до судової влади. Президент країни за рекомендацією Державної ради призначає Генерального прокурора та його заступника, державні прокурори призначаються також Президентом, але вже тепер за рекомендацією Генерального прокурора. Генеральний прокурор призначає всіх інших прокурорів самостійно.
Відповідач має право на адвоката, або ж власноруч чи через представника захищати свої інтереси в суді. При незначних справах навіть без власної присутності. Посаду адвоката можуть зайняти особи, які закінчили один з юридичних факультетів одного з фінських університетів, має членство в Фінському союзі адвокатів та мають 3 роки юридичної практики. Існує система безоплатної юридичної допомоги, яка, окрім адвокатів, може ще надаватися уповноваженими муніципальними радниками. Нагляд за всією цією систему виконує Канцлер юстиції.
Парламентом обирається на 4 роки особа на посаду парламентського Омбудсмена, до функцій якого, окрім класичного нагляду за дотриманням прав та свобод людини, також здійснює нагляд за законністю в діяльності посадовців в судовій та виконавчій владі, а також місцевого самоврядування. Він може розпочинати розслідування справ, бути присутнім на засіданнях державних органів та вимагати в них необхідні документи. Ця посада відома в фінській практиці з 1920 р.
Окрім парламентського, є ще й посада Омбудсмена споживачів, яка закріплена Законом про права споживачів 1978 р. Головною його метою є захист прав споживачів та наглядати за виконанням правил торгівлі.
Едускунта зі свого середовища обирає державних ревізорів за для нагляду за державними фінансами та виконанням державного бюджету. Окрім цього, існує пов'язане з Едускунтою відповідне Державне ревізійне управління, яке виконує ці функції, та є незалежним по відношенню до Едускунти. Вони мають право вимагати необхідні документи від державних установ для виконання покладених на неї функцій.